# Замок Больдта

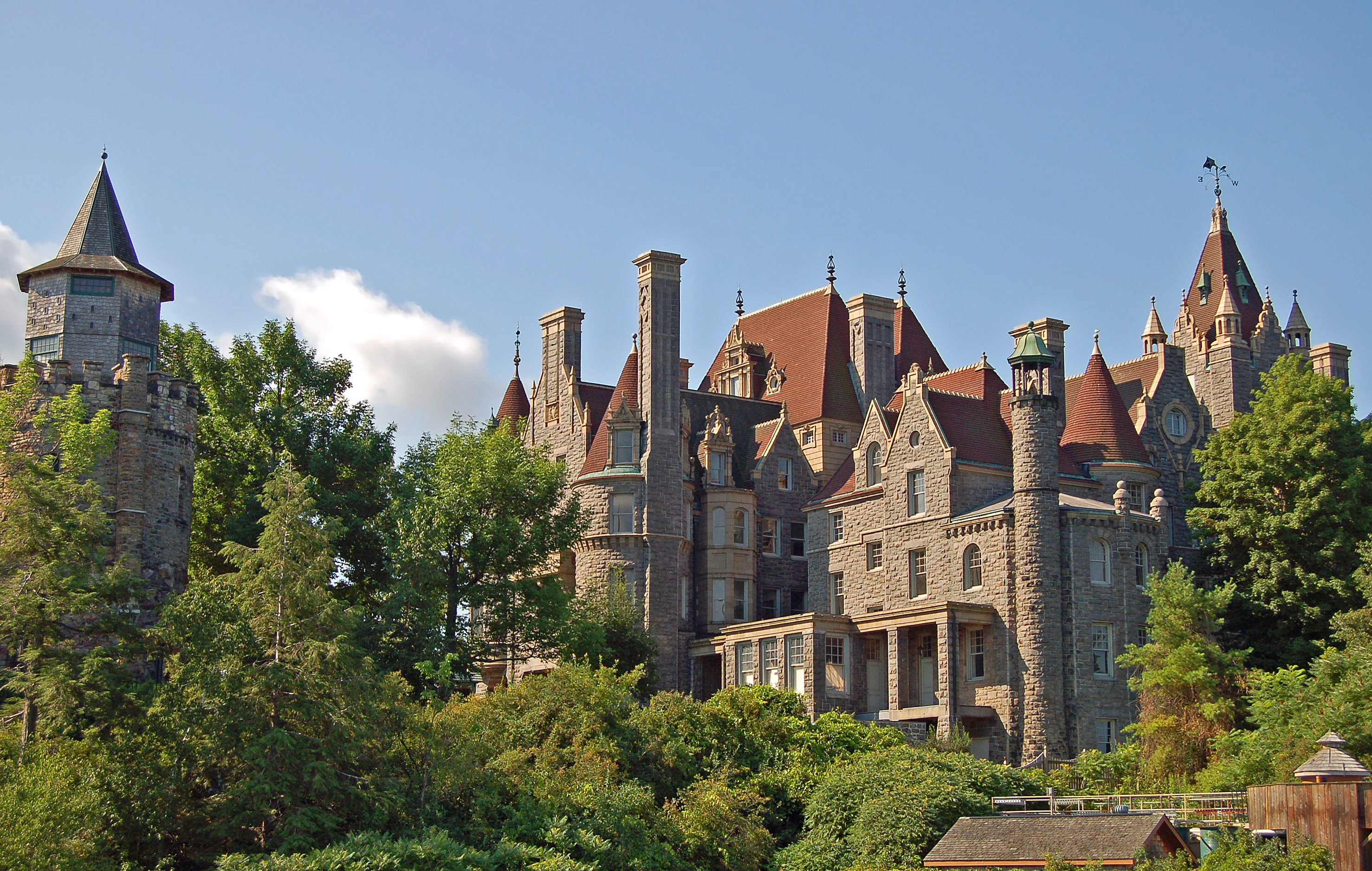
Общий вид замка Больдта

За́мок Бо́льдта (англ. Boldt Castle) — популярная туристическая достопримечательность. Замок, сооружённый в начале XX века, расположен на острове Харт-Айленд в составе архипелага Тысяча островов на реке Святого Лаврентия в том месте, где проходит граница между югом канадской провинции Онтарио и севером американского штата Нью-Йорк.
Хозяином замка Больдта был американец прусского происхождения Джордж Больдт, переправившийся в Штаты 13-летним юнгой в 1865 году. Он преуспел как менеджер в гостиничном бизнесе и стал владельцем нескольких отелей Уолдорф-Астория на Манхэттене. Болт женился на Луизе Августине Кехер. Купив один остров, называвшийся Дарк англ. Dark, с англ. — «Темный», «Мрачный»), он переименовал его в Heart Island с англ. — «Остров сердца» и принялся возводить на нём замок для своей возлюбленной супруги. Строительство замка Больдта началось в 1900 году. Здание было спроектировано архитектором Вильямом Хэвиттом из Филадельфии.
В новом доме планировалось построить 127 комнат, 365 окон, по количеству дней в году, плавательный бассейн и лифт, как в нью-йоркских домах. На строительстве дома было задействовано около 300 человек и постройку планировали окончить ко Дню Святого Валентина 1905 года, было вложено около 5 млн долларов, но внезапная смерть Луизы в 1904 году останавливает стройку, и замком практически никто не занимается более 70 лет.
В 1977 году замок был выкуплен государством у наследников Дж. Больдта за символическую сумму в один доллар. На 2011 год было отреставрировано более двух этажей (из шести) и вложено от 25 до 35 млн долларов в реконструкцию.

## Галерея изображений

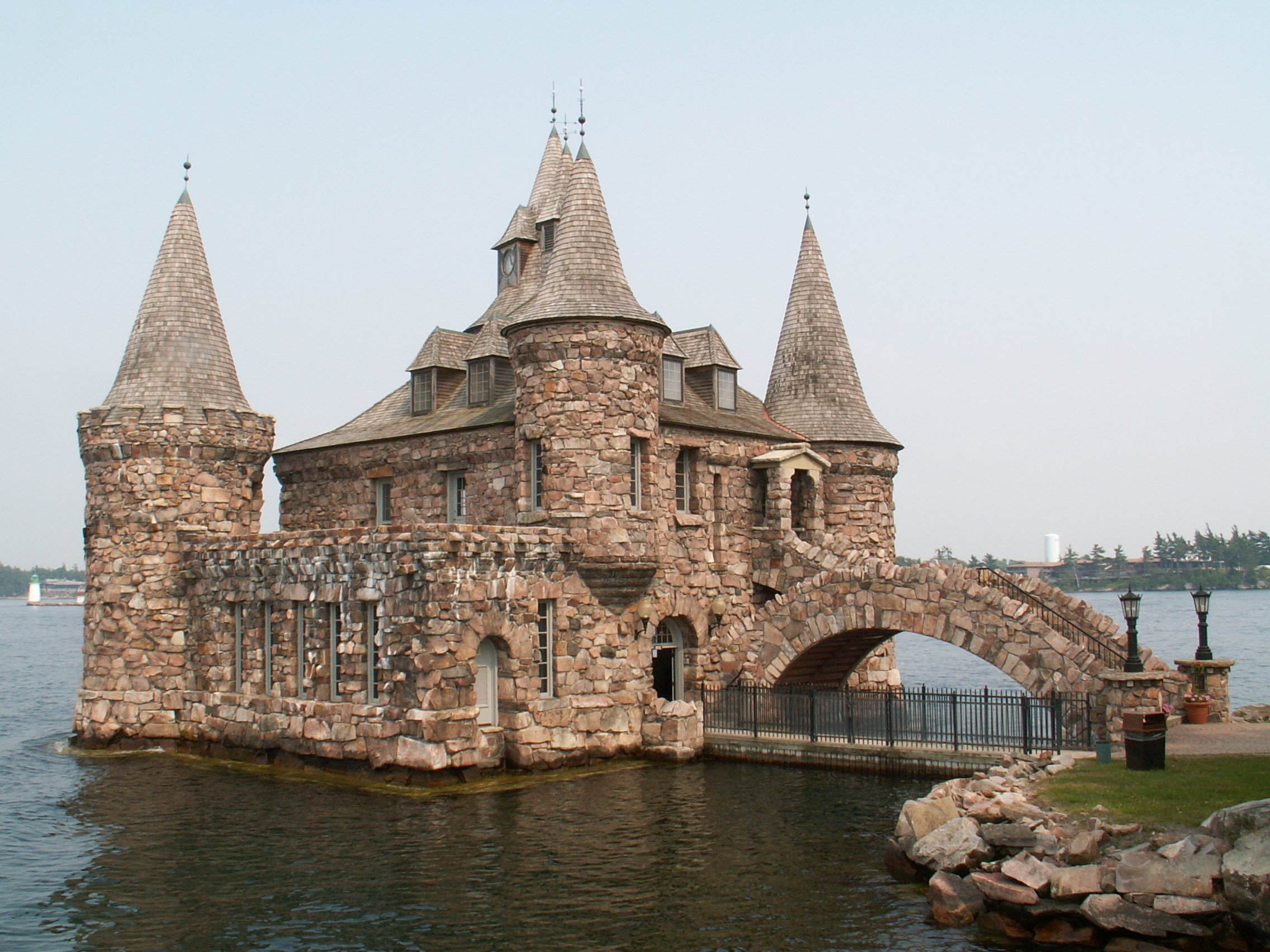
Генераторная станция замка
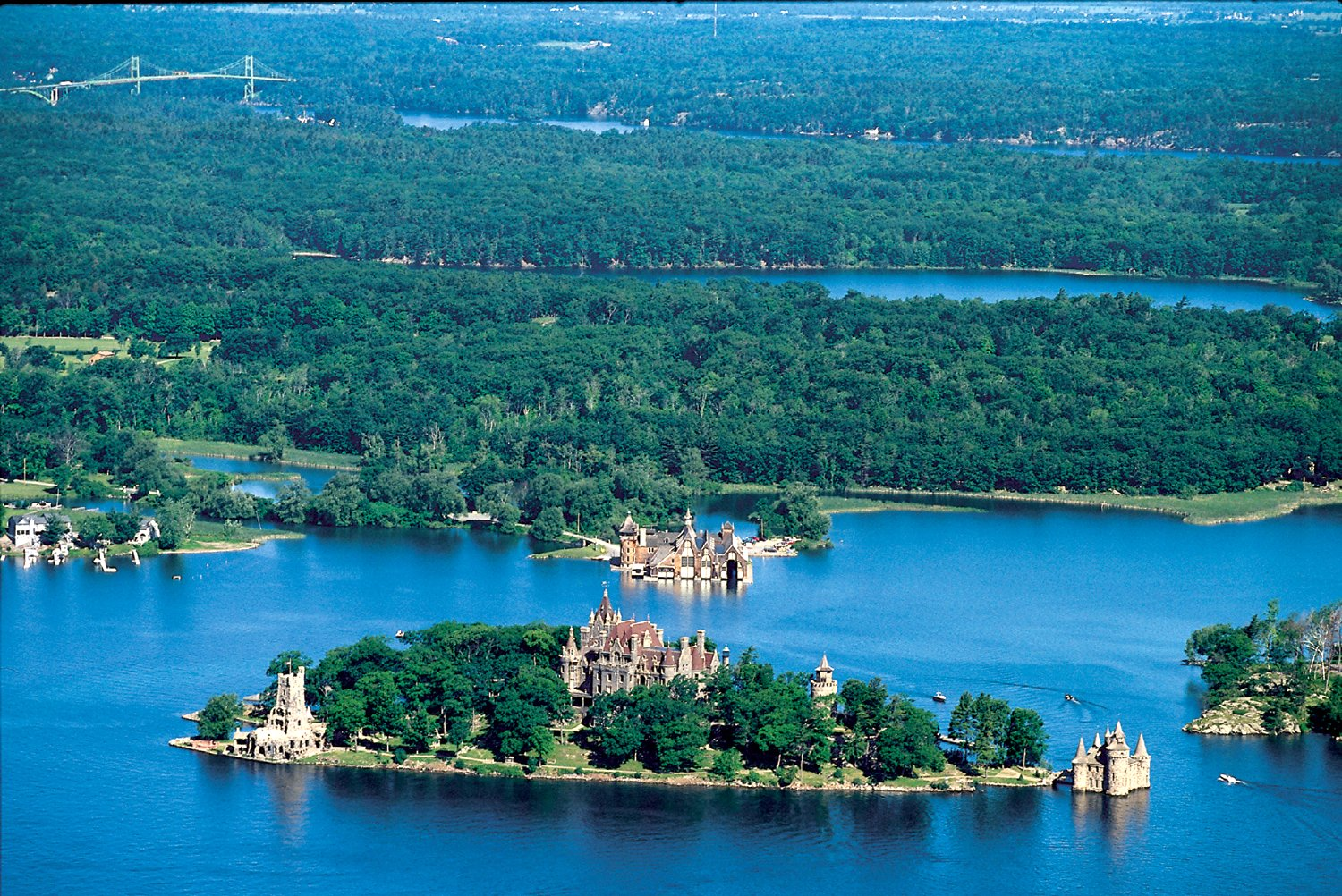
Вид с воздуха на замок Больдта